# Siesta (festival)
Siesta, på logotypen skrivet SiESTA! och även kallad Siestafestivalen, var en musikfestival i Hässleholm som arrangerades mellan 2003 och 2014. Den arrangerades enligt tradition i slutet av maj, utom 2011–2012 samt 2014 då den ägde rum i början av juni respektive början av juli. Arrangör var Kulturföreningen Markan som genomförde festivalen tillsammans med ideella krafter. Tidigare[när?] hette festivalen Blå men sedan Kulturföreningen Markans styrelse beslutat ändra koncept, och att få festivalen att växa behövdes även ett nytt namn. Festivalen växte genom åren från drygt 1 200 besökare vid startåret 2003 till cirka 10 000 år 2010. Några av artisterna som uppträtt på festivalen är Sonic Youth, Placebo och Anti-Flag.
Siesta 2013 blev inställt på grund av dålig biljettförsäljning. Arrangörerna annonserade detta på sin Facebooksida den 21 maj 2013. De sålde endast 2 400 biljetter.
2014 återkom Siesta i en mindre upplaga, flyttad till den 11–12 juli. Några av artisterna som kom var Timbuktu, Den svenska björnstammen, Kartellen och Icona Pop.
Den planerade festivalen 2015 ställdes in efter att Kulturföreningen Markan gått i konkurs.

## Bandhistorik

### 2003
- The Ark
- Joddla med Siv
- Loserville
- Christian Kjellvander
- David and The Citizens
- Her Majesty
- Marit Bergman
- Lotta Wenglén Band
- Pete Thompson
- Thousand Dollar Playboys
- Whyte Seeds
- Dynamo Chapel
- Last Days of April

### 2004
- Weeping Willows
- Bergman Rock
- Eskobar
- The Latin Kings
- Timbuktu & Damn
- José González
- Last Days of April
- Mattias Hellberg
- Shout Out Louds
- Alice in Videoland
- Niccokick
- Sugarplum Fairy
- Jens Lekman
- Pete Thompson
- My Sweet Medicine
- Wet
- The Unisex
- The Bukks
- Idiot Savants

### 2005
- Bergman Rock
- The Ark
- Moneybrother
- Silverbullit
- Svenska Akademien
- Nina Rochelle
- Ison & Fille
- Kristofer Åström & Hidden Truck
- Suburban Kids with Biblical Names
- Johnossi
- Logh
- Strip Music
- [ingenting]
- The Spitts
- Fatboy
- Seven Feet Four
- Scraps of Tape
- Artmade
- Double 0
- Todd Smith
- The Great Decay
- Oscar & The Firemasters of Sweden
- Bye Bye Beauties
- Babylonians
- Andreas Tilliander
- Son Kite
- Sophie Rimheden
- Slagsmålsklubben
- Hans Appelqvist
- Sapporo 72
- Peter Ripa
- Libra
- mRq5
- Tsukimono

### 2006
- Advance Patrol
- Audrey Blood Music
- Body Core
- Burst
- CuteTarmac
- David & the Citizens
- Dia Psalma
- DJ Fransjäger
- Familjen
- Hello Saferide
- Henrik Berggren
- Hets
- Intohimo
- Jenny Wilson
- Kristian Anttila
- Maeds Dominos
- Mew
- Montt Mardié
- Morpheena
- Pascal
- Peps Blodsband
- Sci-Fi Skane
- Sleazy Joe
- Soak the Sin
- Spånka
- Talking to teapots
- The Great Decay
- The Radio Dept.
- The Slaves
- The Sounds
- The Tiny
- Timo Räisänen
- U.W.O
- Velouria
- Whyte Seeds

### 2007
- The Animal Five
- Asha Ali
- Black Belt
- The Concretes
- The Consequences
- Detektivbyrån
- Ed Harcourt
- Familjen
- Fibes, Oh Fibes!
- Jesse Malin
- Juvelen
- Kristofer Åström & The Rainaways
- Laakso
- Lamont
- Maeds Dominos
- Melody Club
- Miss Li
- Molotov Jive
- Moonbabies
- Mustasch
- Navid Modiri & Gudarna
- Neverstore
- Nikola Sarcevic
- The Paper Faces
- The Pen Expers
- Peps Blodsband
- Per Arnez
- Porn och Grafik
- The Plan
- Promoe
- Radical Cheerleaders
- The Rockets
- Sahara Hotnights
- Salem Al Fakir
- Shout Out Louds
- Slagsmålsklubben
- Svenska Akademien
- Thunder Express
- Teddybears STHLM
- Tingsek

### 2008
- Adam Tensta
- Alf
- All Time Low
- Alter Me
- Andi Almqvist
- Anna Järvinen
- Babian
- Bahnhof
- Billie the Vision and the Dancers
- Britta Persson
- Caesars
- Christian Kjellvander
- Disfear
- Doktor Kosmos
- Eagles of Death Metal
- El Perro Del Mar
- Enter Shikari
- Familjen
- Firefox AK
- First Floor Power
- Florence Valentin
- Håkan Hellström
- Hästpojken
- JazzAttacks
- Jive
- Johnossi
- Jonas Game
- Jonna Lee
- José González
- Jucifer
- Kristian Anttila
- Kultiration
- La Puma
- Looptroop Rockers
- Lukestar
- Masshysteri
- Millencolin
- Moneybrother
- Moto Boy
- Nephew
- Niccokick
- Pascal
- Path of No Return
- Rubies
- Scraps of Tape
- Sunset Rubdown
- The Deer Tracks
- The Ettes
- The Radio Dept.
- The Sunshine
- Those Dancing Days
- Today Is the Day
- Truckfighters
- Under Byen
- Vapnet
- Vienna Heat
- Zeigeist

### 2009
- Abramis Brama
- Adept
- Adiam Dymott
- Alesana
- Anna Maria Espinosa
- Anna Ternheim
- Anti-Flag
- As in RebekkaMaria
- Casiokids
- Cult of Luna
- Dag för dag
- David Sandström Overdrive
- Dead by April
- Division of Laura Lee
- Dundertåget
- Dúné
- Eldkvarn
- Expatriate
- Fatboy
- Frida Hyvönen
- Handen på hjärtat 2009:
  - Deportees
  - Franke
  - Gustaf Spetz
  - Jonathan Johansson
  - The (International) Noise Conspiracy
- herbrightskies
- Hoffmaestro & Chraa
- I Are Droid
- Jenny Wilson
- Joel Alme
- John ME
- Junior Boys
- Kleerup
- Karma Tree
- Lazee
- Mando Diao
- Marissa Nadler
- Markus Krunegård
- Molotov Jive
- Navid Modiri & Gudarna
- Nordpolen
- Parken
- Parker Lewis
- Phoenix
- Placebo
- Promoe & Spiderdogs
- Rumble in Rhodos
- Sonic Youth
- The Blackout
- The Horrors
- The High Fives
- The Spitts
- Tiger Lou
- Tysta Mari
- Timbuktu & Damn
- Wildbirds & Peacedrums

### 2010
- Amanda Jenssen
- Andreas Söderlund
- Andreas Tilliander
- Anna von Hausswolff
- Babian
- Babylove & The Van Dangos
- Bad Hands
- Bahnhof
- bob hund
- Bruket
- Built to Spill
- Danko Jones
- Dead Prez
- Dinosaur Jr.
- Familjen
- Fibes! Oh Fibes!
- First Aid Kit
- Gaby and the Guns
- Handen på hjärtat 2010:
  - Cristian Dinamarca
  - Elias and the Wizzkids
  - Hästpojken
  - nvasionen
  - Kristian Anttila
  - Mattias Alkberg + Nerverna
  - Monty
  - Name the Pet
- (ingenting)
- Intohimo
- Jesaiah
- Johnossi
- Kapten Röd
- Khoma
- Maskinen
- Mew
- Mofeta & Jerre
- Mustasch
- Näääk
- Ossler
- Pascal
- Per Egland
- Röyksopp
- Satan Takes a Holiday
- Sophie Rimheden
- Stefan Sundström
- Teddybears
- The Bear Quartet
- The Hives
- The Radio Dept.
- Thåström
- Timo Räisänen

### 2011
- ...And You Will Know Us by the Trail of Dead
- Adam Tensta
- Adept
- Adrian Lux
- Alcoholic Faith Mission
- All the Wrong Reasons
- Amy's Ashes
- Ane Brun
- Asking Alexandria
- August Burns Red
- Bara på låtsas
- Billie the Vision and the Dancers
- bob hund
- Bombus
- Britta Persson
- Browsing Collection
- Bullet
- Carnival Sun
- Crookers
- Dada Life
- Daniel Adams-Ray
- Den Svenska Björnstammen
- Dolly Daggers
- Dundertåget
- Enjoy the View
- F.S & Matilda
- Fake Messiah
- Follow the Captain
- Future Idiots
- Graveyard
- Håkan Hellström
- Hanna Turi
- Hårda Tider
- Henrik Berggren
- Her Bright Skies
- Hercules and Love Affair
- Hundhuvet
- Imperial State Electric
- Kadawatha
- Knowing Is Not Knowledge
- Ladytron
- Last Days of April
- Looptroop Rockers
- Marcus Price & Carli
- Me and My Army
- Meshuggah
- Mohammed Ali
- MusikFall
- Northern Safari
- Odyssey
- Oh Land
- Old Panda Days
- Oskar Linnros
- Plain White T's
- Radio Luxemburg
- Raunchy
- Rebecca & Fiona
- Riddarna
- Sahara Hotnights
- Slagsmålsklubben
- Small Flowers Crack Concrete
- SOT
- Stor
- Strum
- Tex Avery
- The Ark
- The Kooks
- The Sounds
- This Is Head
- Trauma Machine
- Twin Atlantic
- Wack
- Wolfmother
- Wraptors
- Young Guns